# 湛江站
湛江站位于中国廣東省湛江市霞山区解放西路40号，于1955年启用，经过铁路有黎湛鐵路。湛江车站为南宁局集团管辖的直属车站，下辖塘口站。湛江市区的另一个客运站「湛江西站」由广州局集团管辖。

## 历史
- 1955年，湛江站建成启用。
- 2006年，扩建火车站站场。扩建后的新站场按横列式站型设计，即采用到发场、调车场横列布置，把到发场分为客车及货车到发场，改单线为双线进入站内，增建站场中间站台1座，全站设旅客列车到发线5条，设货物列车到发线8条，调车场调车线14条及小能力自动化驼峰l座。[8][9][10]

## 旅客列車目的地
| 列车所属路局       | 车次  | 目的地 |
| ------------------ | ----- | ------ |
| 跨局列车           |       |        |
| 中国铁路南寧局集团 | K158  | 北京西 |
| 中国铁路南寧局集团 | K654  | 南部   |
| 中国铁路南寧局集团 | K872  | 成都西 |
| 中国铁路南寧局集团 | K1192 | 南京   |
| 中国铁路南寧局集团 | K1234 | 深圳東 |
| 中国铁路南寧局集团 | K1804 | 武昌   |
| 中国铁路武汉局集团 | K618  | 襄陽   |
| 管内列车           |       |        |
|                    | K9314 | 南寧   |
| 5538               | 南丹  |        |